# أليكس ديفيز (لاعب سنوكر)
أليكس ديفيز (بالإنجليزية: Alex Davies) (و. 1987  م) هو لاعب سنوكر إنجليزي، ولد في إسكس.

## روابط خارجية
- أليكس ديفيز على موقع CueTracker.net (الإنجليزية)
- أليكس ديفيز على موقع بطولة العالم للسنوكر (الإنجليزية)